# Let's Stick Together
"Let's Stick Together" (en español Vamos A Mantenernos Juntos) es una canción de la cantante, actriz y compositora americana Raven-Symoné, junto con los también actores y cantantes Anneliese van der Pol y Kyle Massey, grabada para la segunda banda sonora That's So Raven Too!, de la serie original de Disney Channel That's So Raven.
La canción habla sobre la amistad y que los amigos siempre están unos con otros. Fue escrita por Raven-Symoné, Robbie Nevil y Matthew Gerrard, y producida por este último.